# Jaden Eikermann
Jaden Shiloh Eikermann Gregorchuk (Monaco di Baviera, 14 febbraio 2005) è un tuffatore tedesco.

## Biografia

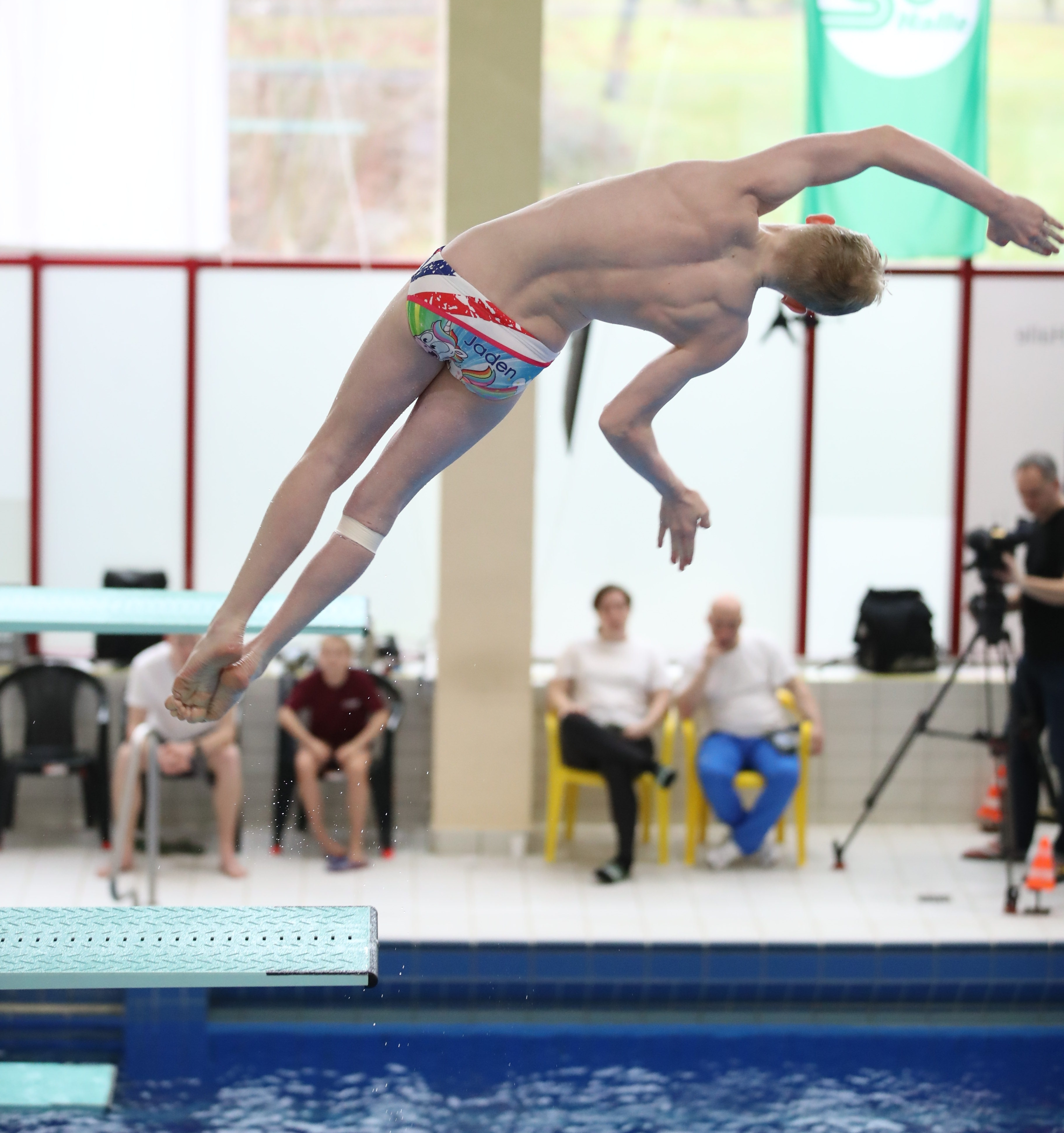
Jaden Eikermann in azione nel 2020.

È allenato da Ale Neufeld e gareggia per la SV Neptun 1910 Aachen di Aquisgrana. E' residente con la sua famiglia a Monheim am Rhein e per raggiungere gli allenamenti ad Aquisgrana percorre ogni giorno circa 200 chilometri, tra andata e ritorno. 
Si è messo in mosta a livello giovanile vincendo un bronzo europeo a Kazan' 2019, all'età di quattordici anni.
Nel 2020 ha esordito in nazionale al Grand Prix di Rostock, prima del blocco delle attività sportive dei tuffi dovuto alla pandemia di COVID-19.
Alla Coppa del mondo di tuffi di Tokyo 2021 ha ottenuto la qualificazione ai Giochi olimpici organizzati dal Paese nipponico, grazie al raggiungimento della semifinale della piattaforma 10 metri.

## Palmarès
| Anno | Manifestazione               | Sede      | Evento          | Risultato | Prestazione | Note |
| ---- | ---------------------------- | --------- | --------------- | --------- | ----------- | ---- |
| 2021 | Coppa del mondo              | Tokyo     | Piattaforma 10m | 7º        | 429,35 p.   |      |
| 2021 | Europei                      | Budapest  | Piattaforma 10m | 7º        | 428,60 p.   |      |
| 2022 | Europei                      | Roma      | Sincro 10m      | Bronzo    | 369,30 p.   |      |
| 2025 | Giochi mondiali universitari | Reno-Ruhr | Sincro 10 m     | Argento   | 400,74 p.   |      |
| 2025 | Giochi mondiali universitari | Reno-Ruhr | Squadra mista   | Oro       | 437,10 p.   |      |